# 吼海雕
吼海雕（學名：Icthyophaga vocifer），又名非洲漁雕、三色海鵰、非洲魚雕，是鷹科的一種大型猛禽，生活于撒哈拉以南非洲富饶的水域附近。其成体头与胸部为白色，腹部和翅膀则是黑色。吼海雕主要以鱼类为食，偶尔也会捕食大型水鸟的雏鸟与蛋，或是成年的小型水鸟，亦会掠夺其他鸟类的食物。吼海雕是纳米比亚、赞比亚与津巴布韦的国鸟。

## 物种命名
吼海雕由法国鸟类学家弗朗索瓦·马里·多丹于1800年命名，其种加词“vocifer”来源于拉丁语“vocifero”，意为“大声吼叫”。该鸟原属海雕属，2023年世界鸟类学家联合会基于分子证据将其移动至渔雕属。该属的属名来自希腊语词汇，意为“食鱼的”。

## 种间关系

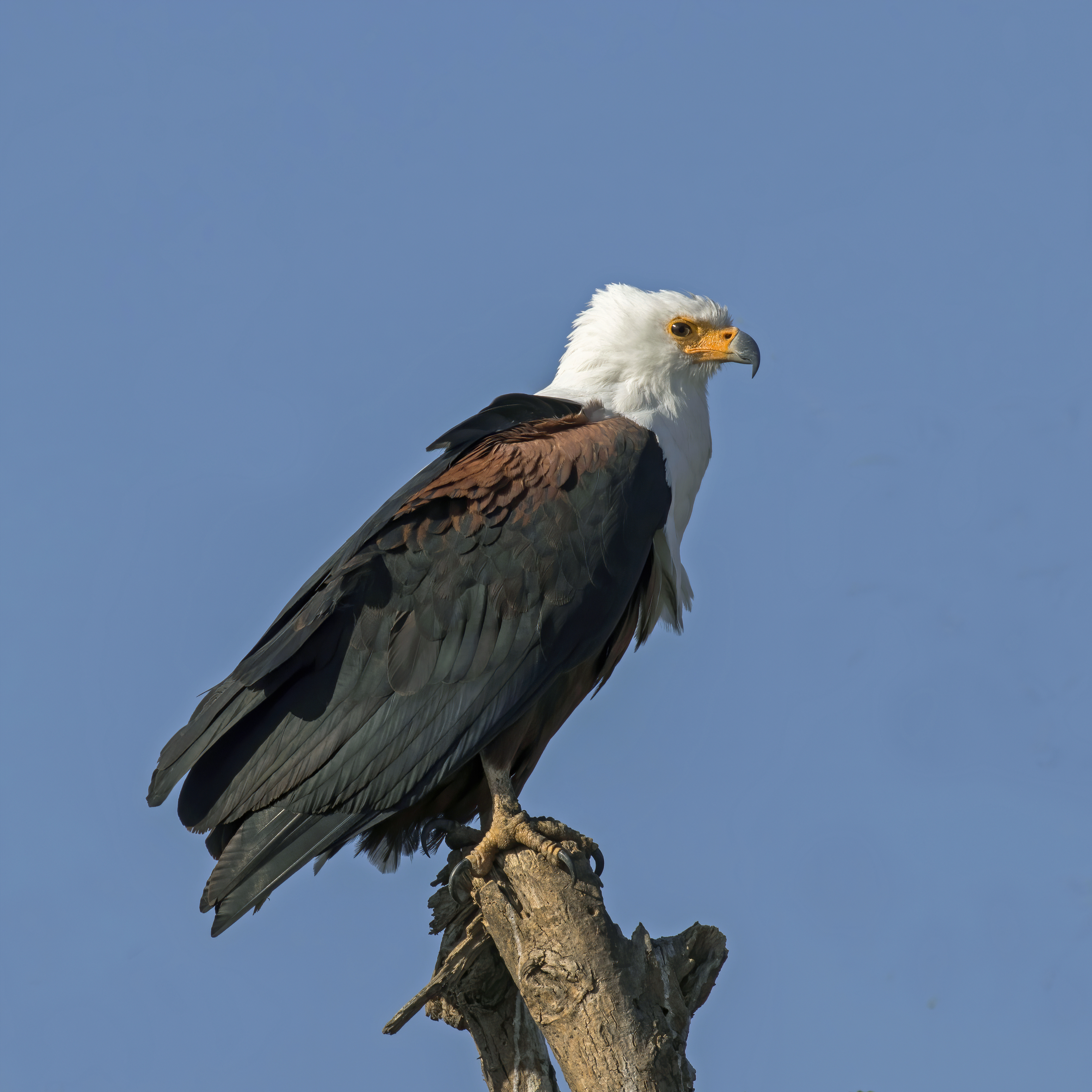
停棲的成鳥，攝於埃塞俄比亚兹怀湖畔

吼海雕与极危物种马达加斯加海雕关系密切，二者外貌相似之处诸多，爪子、鸟喙和眼都为深色，雏鸟则有白色的尾羽，是复合种。该复合种是海雕属内较为原始的演化支。同其他海雕的复合种一样，这对物种的头部分别为白色和褐色 。吼海雕是没有亚种的单型种。

## 外貌
虽然吼海雕与其他同属物种相比较小，但仍是一種大型猛禽，全长68—75厘米，翼展175—210厘米，雌性略大于雄性。雄性的翼展一般長約2米（6英尺），而雌性的翼展一般長逾2.4米（8英尺）。5岁以上的成年吼海雕头、躯干和胸部均为白色，肩部和腹部为褐色，而幼年个体的羽毛则是棕色、黑色与白色交杂。未成年个体会随时间而逐渐褪去其杂色的羽毛。其尾短而圆，幼年个体的尾部则有黑色的斑纹，在站立时常被翅膀遮蔽。成年吼海雕的腿为暗黄色或肉色，未成年个体的腿则是灰色。

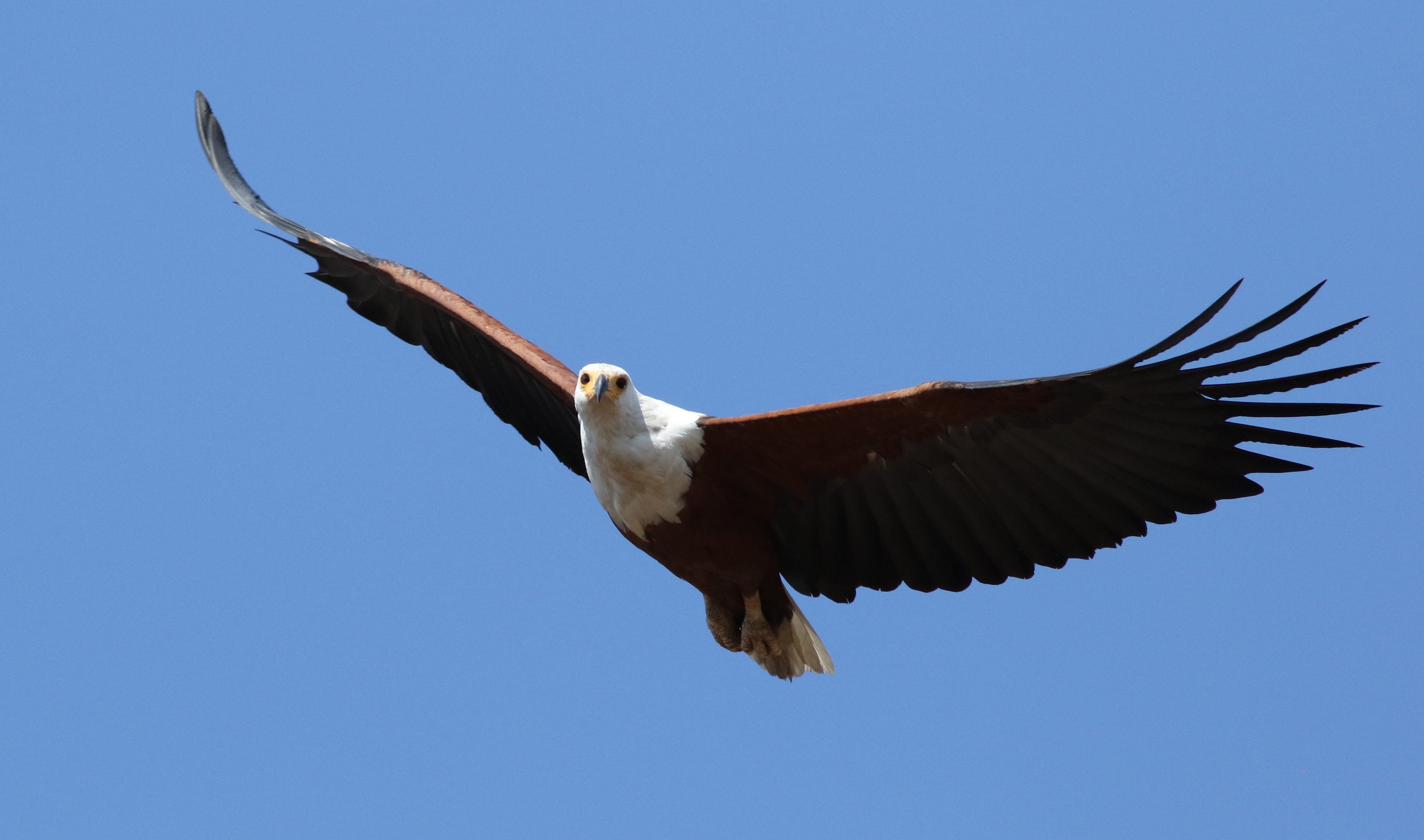
成鳥正面飛行貌，攝於辛巴威奇韋羅湖
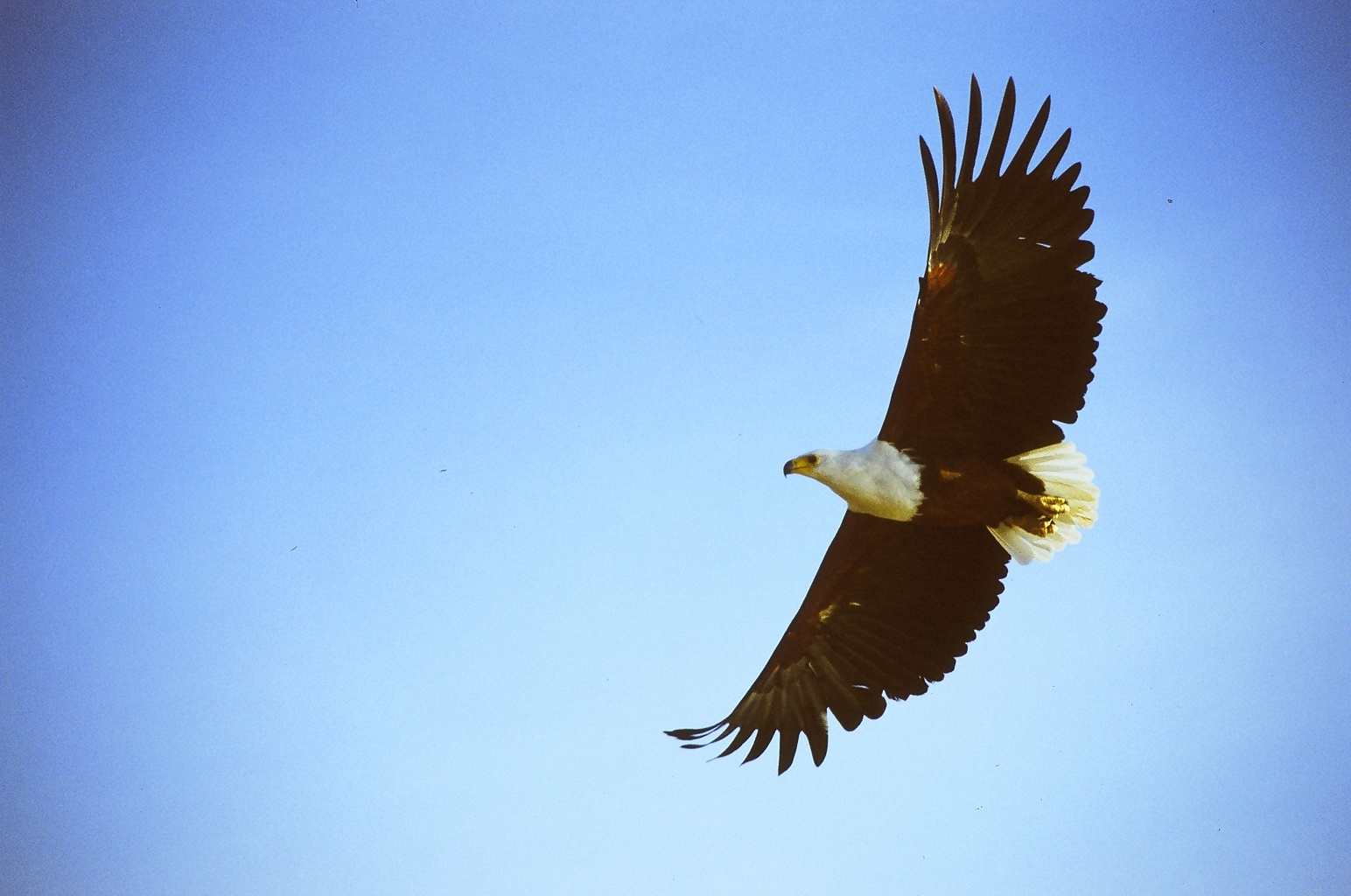
飛行的成鳥，攝於肯尼亚巴林戈湖
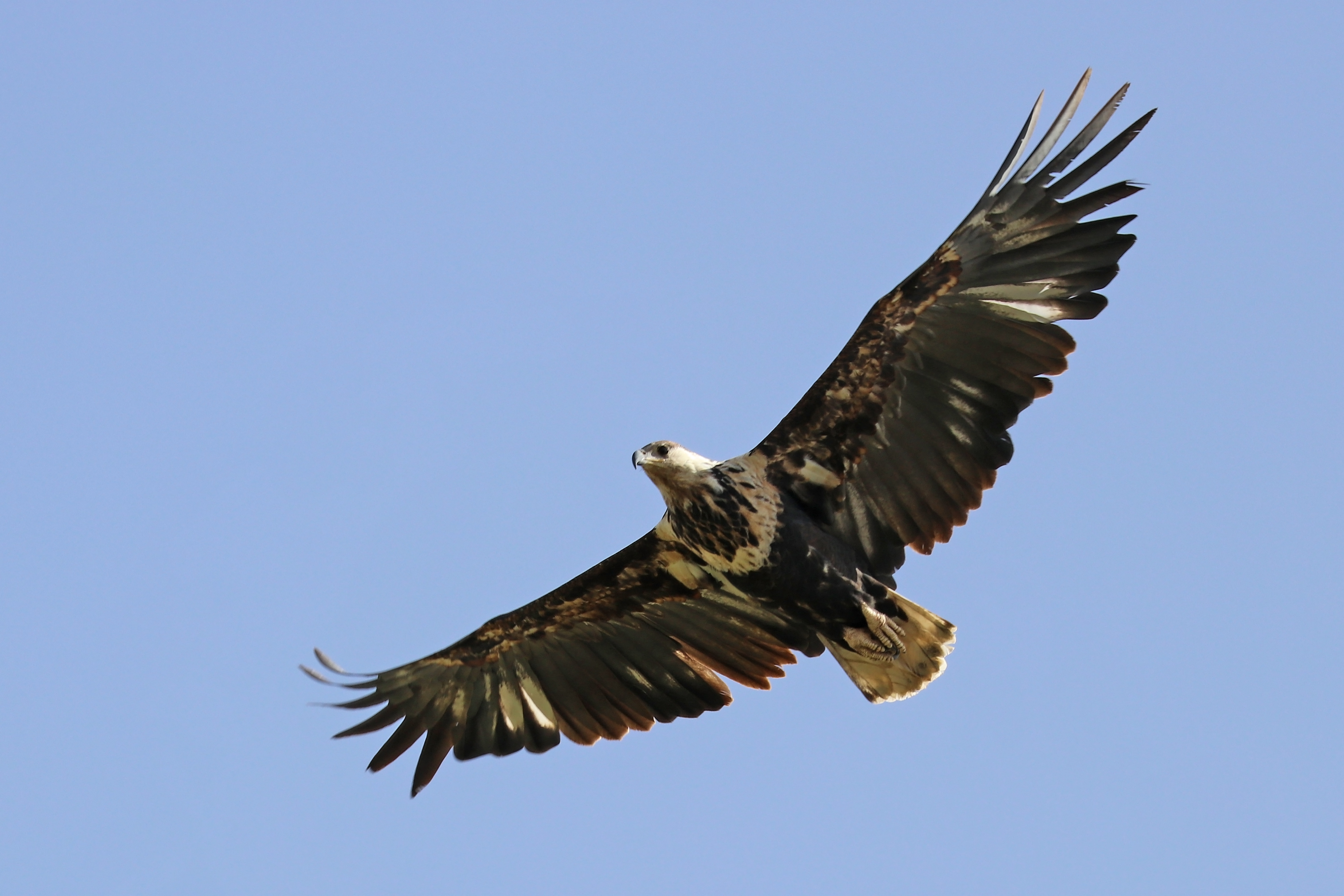
飛行的亞成鳥，攝於茲懷湖

## 物种分布
吼海雕广泛分布于撒哈拉沙漠以南非洲，其分布北至萨赫勒地区，南至南非，海拔最高可达4000米。此外在埃及曾有迷鸟记录。

## 生态与习性
吼海雕会频繁大声鸣叫，两性均会发出“Weah——Kleaw”的叫声。筑巢地相邻的吼海雕会彼此通过鸣叫以进行交流。

### 栖息地
成年吼海雕多沿水而居，尤其偏好静水栖息地，例如水库、沼泽、洪泛平原和湖泊。吼海雕亦会出没于因强降雨而出现的季节性湖泊或溪流附近，甚至会在这些水域附近筑巢繁殖。幼鸟则会四处游荡，以沿途的动物尸体为食，并可能出没于非常干旱的地区。

### 繁殖

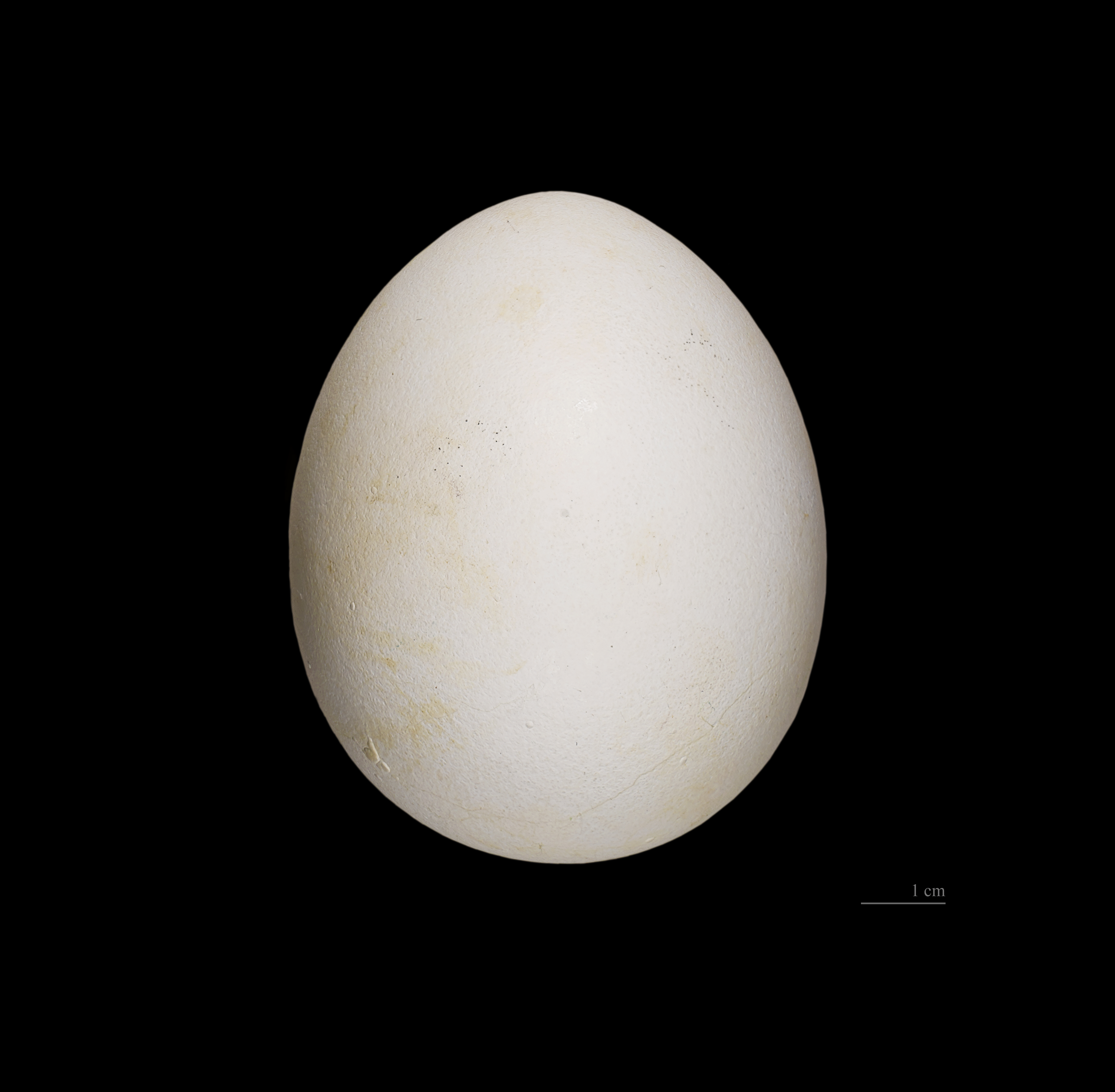
吼海雕的蛋

吼海雕偏好在水位较低时繁殖，故其繁殖季往往是所在地的旱季：南非的种群会在六月至八月繁殖，乌干达为七至十月，西非则是十至十二月。吼海雕为终身一夫一妻制，终身只会与特定的个体交配。成对的吼海雕往往具有领地意识，其领地覆盖繁殖地周围的堤岸及水域，大小在0.2—0.6平方千米之间。吼海雕常在较高的树木筑巢，最高可达35米左右，且会尽可能的靠近水域。吼海雕的鸟巢由纸莎草和树枝筑成。甫筑成的鸟巢宽约1.5米，深20—60厘米。该鸟会重复使用前一年的鸟巢，曾有一对吼海雕连续11年在津巴布韦哈拉雷郊外的一处巢址繁殖。吼海雕每年都会扩大原先的鸟巢，最大可将其扩至2米宽。
雌性吼海雕一般每次诞下1—2颗蛋，偶尔会诞下3枚，但一般只会有1—2只雏鸟可存活至离巢。雏鸟会在42—45天后自蛋中破壳而出，并在约2月后长出羽翼。离巢的幼鸟会向周边区域游荡，期间会和秃鹫或是草原雕一同食用狮子或是猎豹遗留的猎物尸体。

### 捕食
吼海雕主要以鱼类为食。在捕猎时，其会从栖木上俯冲而下，掠过水面并用钩爪抓起猎物。其猎物多为生活于水域上层的鱼类，海边的吼海雕则常捕食低潮时被困于潮池中的鱼类。该鸟的猎物一般重200-500克，但举起重达2千克的鱼类并将其带回巢穴。而当吼海雕捕获重2千克以上的猎物时，其会落于水面上并通过振翅将其拖拽至岸边。其常见的猎物包括鲻鱼和鬍鯰，亦会捕食慈鲷、肺鱼、脂鲤。吼海雕亦会捕食鹭、鹳、鹮、鸬鹚、火烈鸟等水鸟的蛋与雏鸟，以及鸊鷉、骨顶鸡等小型水鸟的成鸟。另外，吼海雕会從事盜食寄生：其会不断攻击携带猎物的翠鸟、鹈鹕、锤头鹳、鲸头鹳、鹭、鸬鹚甚至是较小的同类直至它们抛弃自己的食物为止。

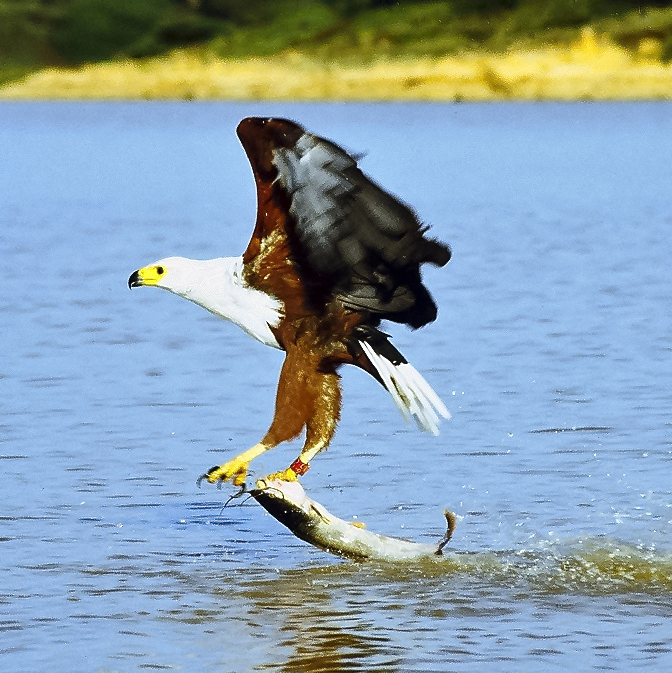
掠過肯尼亚巴林戈湖捕捉鲶鱼的成鳥
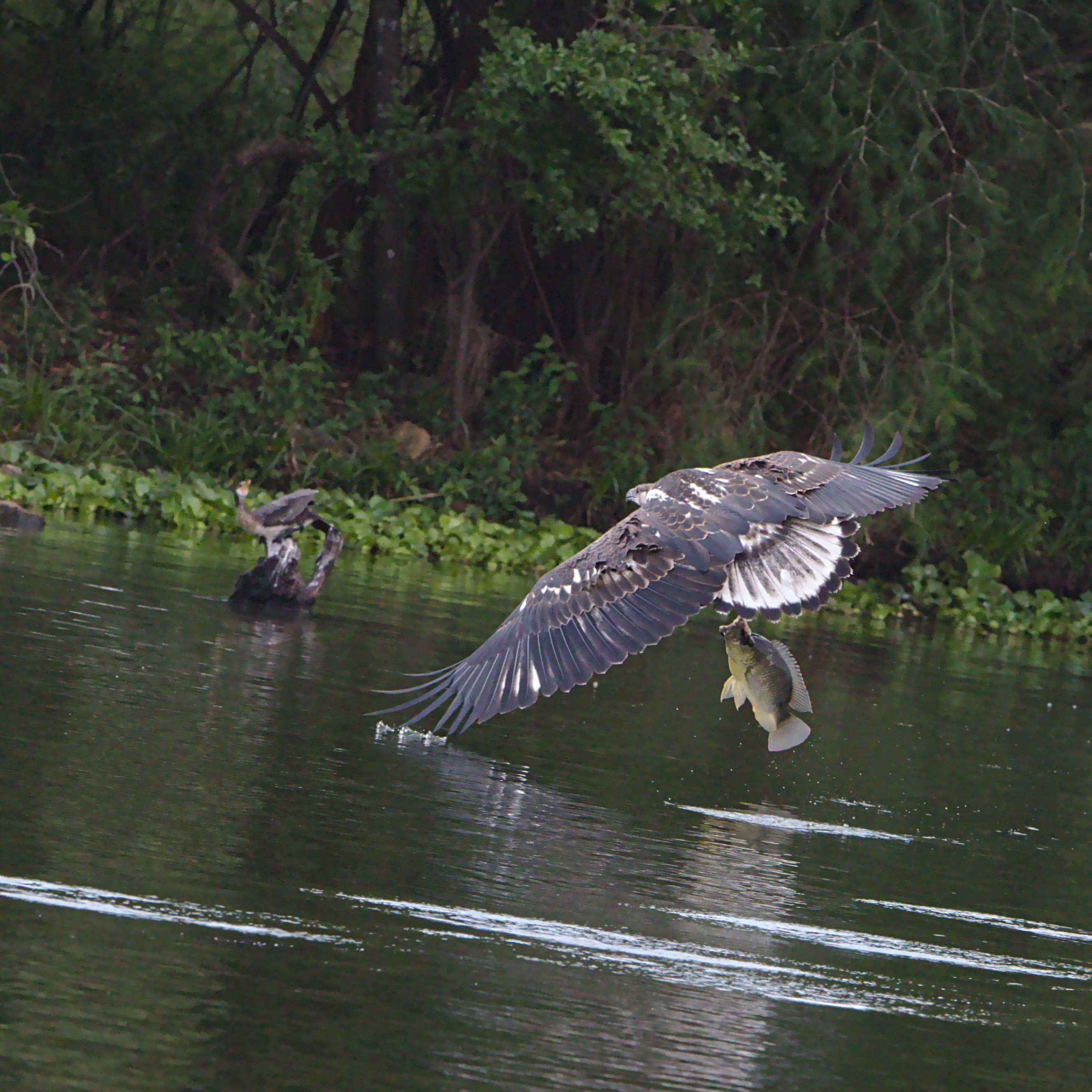
從南非皮納斯河（英语：Pienaars River）捉起慈鯛的亞成鸟
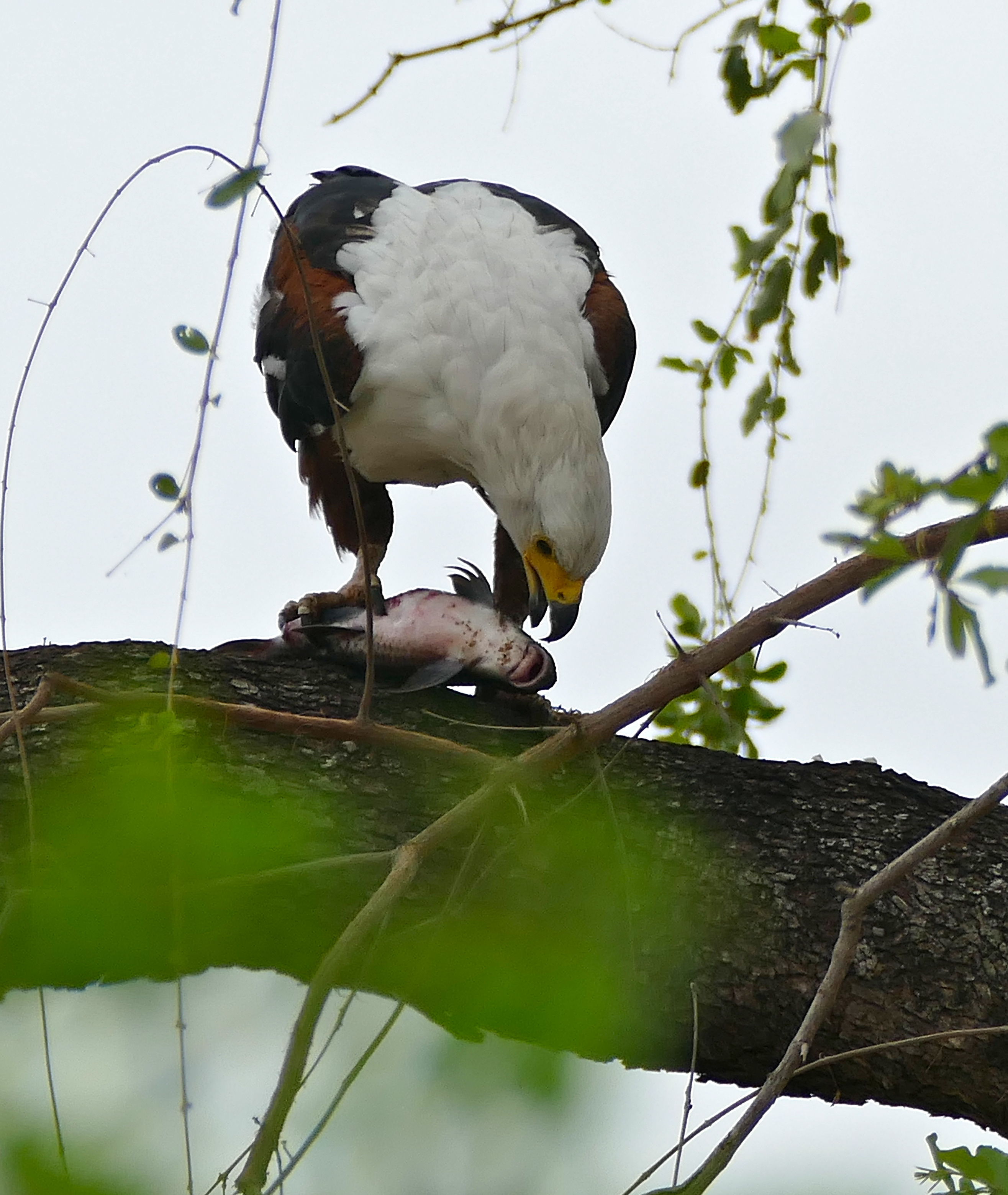
成鳥食用其漁獲，攝於南非克留格尔国家公园

## 种群现状
目前吼海雕种群稳定，尽管其蛋壳会因DDT的影响而变薄，其数量并未因农药滥用而有显著下降。尽管其生活的水域有过度捕捞现象，吼海雕的食物来源仍然充沛。此外，由于一对筑巢的成年吼海雕仅需300—600米长的堤岸即可存活，其亦不大可能在短时间内受到生态破坏的影响。IUCN将其评为无危。然而，有学者认为非洲南部近年来大量使用流刺网捕捞可能会对吼海雕种群造成负面影响。

## 文化象征
多个非洲国家的国徽上均有吼海雕的图案，包括纳米比亚、南苏丹、赞比亚和马拉维。赞比亚国旗右上角的鸟类也是一只吼海雕。此外，有分析认为津巴布韦历史悠久的国家象征“津巴布韦鸟”原型可能是吼海雕。纳米比亚、津巴布韦和赞比亚三国亦尊吼海雕为国鸟。

### 作为指示种
由于吼海雕需要大树筑巢，会大量捕食鱼类以及骨顶鸡等小型水鸟，且难以在混浊的水域觅食，有学者认为该物种可作为湿地生态系统的指示种。